# Burkhard C. Kosminski
Burkhard C. Kosminski (* 19. Oktober 1961 in Schwenningen) ist ein deutscher Regisseur und Schauspieler.

## Leben
Burkhard C. Kosminski studierte Regie und Schauspiel in New York City am Lee-Strasberg-Institute und am William-Esper-Studio.
Kosminski arbeitete als Regisseur u. a. an der Berliner Schaubühne am Schauspiel Frankfurt, Theater Dortmund sowie am Staatsschauspiel Dresden. Von 2001 bis 2006 war er leitender Regisseur am Düsseldorfer Schauspielhaus. Ab der Spielzeit 2006/2007 war er Schauspieldirektor, ab Mai 2013 Schauspielintendant und Betriebsleiter am Nationaltheater Mannheim. Außerdem war er ab 2006 künstlerischer Leiter der Internationalen Schillertage am Nationaltheater Mannheim.
Zusammen mit Matthias Lilienthal bildete er die Festivalintendanz bei Theater der Welt 2014 in Mannheim.
Als Schauspieler trat Burkhard C. Kosminski unter anderem in den Filmen Night Train to Venice, The Deflowering und Multiple Futures auf.
Seit der Spielzeit 2018/19 ist Burkhard C. Kosminski Intendant am Schauspiel Stuttgart.

## Inszenierungen und Auszeichnungen
Thomas Jonigks You shall give me Grandsons, durch Kosminski 1997 in den Vereinigten Staaten inszeniert, wurde 1997 in Los Angeles als erfolgreichste Inszenierung an der Westküste mit dem 6. Drama Logue Awards 1997/1998 L.A. ausgezeichnet.
Für seine Dortmunder Inszenierung Das Fest nach dem Film von Thomas Vinterberg erhielt er 2001 beim 20. NRW-Theatertreffen den Preis für die Beste Regie.
Seine Inszenierungen Das Fest, Eine Familie und Gespräche mit Astronauten wurden für das Berliner Theatertreffen nominiert.
Im Mai 2013 wurde nach Protesten des Premierenpublikums seine Tannhäuser-Inszenierung auf Anordnung des Intendanten der Düsseldorfer Oper, Christoph Meyer, abgesetzt und die Oper nur noch konzertant aufgeführt. Einige Szenen, darunter eine realistisch dargestellte Erschießungsszene, während der das Orchester pausierte, führten bei einigen Besuchern zu heftigen Reaktionen. Kosminski wollte an seiner Inszenierung keine Änderungen vornehmen, bot jedoch eine Diskussion über sein Regiekonzept an.  Auch die internationale Presse berichtete von den Vorgängen.
Seine Inszenierung des Dramas Die Empörten von Theresia Walser mit dem Stuttgarter Ensemble bei den Salzburger Festspielen 2019 fand bei den Kritikern der überregionalen Presse nur verhaltenen Beifall, was eher am „matten Text“ lag und nicht an den Leistungen der Schauspieler oder am "lukullischen Bühnenbild von Florian Etti" (FAZ).

## Filmografie
- 1992: Marienhof (Fernsehserie, eine Folge)
- 1993: Night Train to Venice
- 1994: Immer im Einsatz – Die Notärztin (Fernsehserie)
- 1994: The Deflowering
- 1995: Multiple Futures
- 1997: SOKO 5113 (Fernsehserie, eine Folge)
- 1997: Wilde Zeiten (Fernsehserie)
- 1998: Dr. Stefan Frank – Der Arzt, dem die Frauen vertrauen – Und bist Du nicht willig
- 1998: Lisa Falk – Eine Frau für alle Fälle (Fernsehserie, eine Folge)
- 1999: Unser Charly (Fernsehserie, eine Folge)
- 1999–2003: Medicopter 117 – Jedes Leben zählt (Fernsehserie, zwei Folgen)
- 2000: Alarm für Cobra 11 – Die Autobahnpolizei (Fernsehserie, eine Folge)